# Polskie Towarzystwo Sprawiedliwych wśród Narodów Świata
Polskie Towarzystwo Sprawiedliwych wśród Narodów Świata – stowarzyszenie zrzeszające Polaków odznaczonych medalem Sprawiedliwych wśród Narodów Świata.

## Działalność
„Polskie Towarzystwo Sprawiedliwych Wśród Narodów Świata” jest organizacją pozarządową założoną w 1985. Członkami zwyczajnymi mogą być osoby odznaczone medalem Sprawiedliwych, a od 2014 także ich potomkowie. Wspierający mogą brać udział w pracach stowarzyszenia, udzielać pomocy finansowej i służyć głosem doradczym. Za szczególną działalność na rzecz Sprawiedliwych można zostać członkiem honorowym (m.in. Lech Wałęsa). W szczytowym okresie działalności zapisanych było 1260 osób. W 2010 żyło ok. 500 członków. Towarzystwo posiada sztandar oraz miniatury medali.
Statutowym celem działalności Towarzystwa jest zachowanie pamięci i szerzenie wiedzy o okupacji niemieckiej w Polsce, Zagładzie i ludziach, którzy ratowali Żydów, przeciwdziałanie antysemityzmowi i ksenofobii. Prowadzi działalność archiwizacyjną oraz edukacyjną. Członkowie uczestniczą w spotkaniach z młodzieżą, nauczycielami i innymi dorosłymi z Polski, Izraela i innych państw tudzież uroczystościach rocznicowych, świętach polskich i żydowskich, sesjach naukowych. Towarzystwo współpracuje m.in. z Ambasadą Izraela w Warszawie (szczególnie podczas wręczania kolejnych medali Sprawiedliwych), Instytutem Pamięci Narodowej, Żydowskim Instytutem Historycznym, Instytutem Jad Waszem w Jerozolimie, Fundacją Shalom.
Towarzystwo rekomenduje wnioski Sprawiedliwych ubiegających się o świadczenia kombatanckie. Dzięki Towarzystwu Sprawiedliwi otrzymywali darmowe leki z Fundacji Anny Frank, a potrzebujący także pomoc finansową, organizowane wczasy i paczki świąteczne. Członkowie zarządu i komisji rewizyjnej nie pobierają wynagrodzenia. Działalność Towarzystwa przez długi czas finansowana była jedynie ze składek członkowskich. Obecnie działa dzięki wsparciu m.in.: Gminy Wyznaniowej Żydowskiej w Warszawie, Stowarzyszenia Dzieci Holocaustu, Muzeum Historii Żydów Polskich Polin, Fundacji Batorego, Towarzystwa Społeczno-Kulturalnego Żydów w Polsce.

### Zarząd Stowarzyszenia
- Andrzej Mikołajków
- Janina Rościszewska
- Władysław Teofil Bartoszewski (potomek Sprawiedliwych)

Wcześniej w skład Zarządu wchodzili m.in.: Anna Stupnicka-Bando (prezes), Józef Walaszczyk (wiceprezes), Tadeusz Stankiewicz (wiceprezes), Irena Senderska-Rzońca (sekretarz zarządu), Alicja Schnepf.
Na podstawie materiału źródłowego.

## Historia
Towarzystwo zostało założone 19 września 1985. 20 listopada 1985 odbyło się pierwsze zebranie stowarzyszenia. W skład zarządu weszli: Tadeusz Bilewicz, Ludwik Kołkowski, Anna Orłowska, Stanisław Mazur, Władysław Szafraniec, Jerzy Śliwczyński. Nawiązano wówczas współpracę z urzędami państwowymi, organizacjami społecznymi i instytutami naukowymi. W 1988 wraz z IPN zorganizowano seminarium naukowe poświęcone Holocaustowi. W latach 1989–1992 amerykański filantrop Harvey Sarner sfinansował wyjazd 180 Sprawiedliwych do Jerozolimy. W 1991 we współpracy z IPN, Ministerstwem Spraw Zagranicznych oraz Urzędem do spraw Kombatantów opublikowano książkę Those who helped. Polish Rescuers of Jews during the Holocaust. W 1994 powstały pierwsze koła terenowe, m.in. w Krakowie, Lublinie, Łodzi. Od 2000, dzięki staraniom Towarzystwa, przyznawane są świadczenia kombatanckie dla Sprawiedliwych – wydano ich dotąd co najmniej 860. 16 listopada 2010 Towarzystwo odznaczono medalem „Zasłużony dla Tolerancji” Fundacji Ekumenicznej „Tolerancja”. W październiku 2016 w Muzeum Historii Żydów Polskich zorganizowano pierwszy zjazd polskich Sprawiedliwych, w którym uczestniczyło od 70 do 100 Sprawiedliwych.
Przedstawiciele Towarzystwa spotykali się z takimi osobistościami jak prezydent Chaim Herzog (1992), premier Icchak Rabin, królowa Elżbieta II, prezydenci Bill Clinton i Barack Obama (2009) czy premier Mateusz Morawiecki (2018).

### Prezesi
- 1986–1991 – Andrzej Klimowicz
- 1991–2008 – Jerzy Śliwczyński
- od 2008 – Anna Stupnicka-Bando